# Додеканесские турки
Додеканесские турки  (тур. On İki Ada Türkleri)— это сообщество, состоящее из этнических турок и туркоязычного населения живущих на двух островах архипелага Додеканес — Родос и Кос (Истанкёй). Додеканесские турки не были затронуты обменом населением между Грецией и Турцией в 1923 году, поскольку с момента захвата островов в 1912 году, во время итало-турецкой войны, острова находились под властью Королевства Италия. Все жители островов стали греческими гражданами после 1947 года, когда по Парижскому договору острова стали частью Греции.

## Численность
В настоящее время турко-мусульманское население Додеканеских островов оценивается в менее чем 5000 человек, по другим данным около 6000 человек.